# Affirm
Affirm ist ein börsennotiertes Finanztechnologieunternehmen mit Hauptsitz in San Francisco, USA. Das 2012 gegründete Unternehmen ist als Finanzdienstleister für Ratenkredite tätig, die Verbraucher an der Verkaufsstelle zur Finanzierung eines Kaufs nutzen können.

## Geschichte
Affirm wurde 2012 von Max Levchin, Nathan Gettings, Jeffrey Kaditz und Alex Rampell als Teil des anfänglichen Portfolios des Startup-Studios HVF gegründet. Levchin, der PayPal mitbegründet hat, wurde 2014 CEO von Affirm.
Im Oktober 2017 brachte das Unternehmen eine Verbraucher-App auf den Markt, mit der Kredite für Einkäufe bei beliebigen Einzelhändlern aufgenommen werden konnten.
Das Unternehmen kündigte im Februar 2019 eine Partnerschaft mit Walmart an. Im Rahmen dieser Partnerschaft ist Affirm für Kunden in Geschäften und auf der Walmart-Website verfügbar.
Am 18. November 2020 reichte Affirm bei der Securities and Exchange Commission (SEC) einen Antrag zur Vorbereitung eines Börsengangs ein. Am 12. Dezember 2020 wurde berichtet, dass Affirm seinen Börsengang verschoben hatte. Am 13. Januar 2021 wurde Affirm an der NASDAQ unter dem Symbol AFRM notiert und sammelte bei seinem Börsengang etwa 1 Milliarde Dollar ein. Am nächsten Tag hatte sich der Aktienkurs verdoppelt, so dass Levchins Anteil rund 2,5 Milliarden Dollar wert war. Im Mai 2021 erwarb Affirm ein weiteres Finanztechnologieunternehmen namens Returnly.